# قانون شست
قانون شست یا (شست راست) از قوانین ابتدایی مغناطیس است که در زمینه برق و الکترومغناطیس کاربرد دارد.

## کاربرد
طبق این قانون اگر جسم هادی را با دست راست نگه داریم، به نحوی که انگشت شست دست در جهت جریان باشد، در این صورت جهت نوک انگشتان دیگر جهت شدت میدان مغناطیسی را نشان می‌دهد.